# Pirata denticulatus
Pirata denticulatus là một loài nhện trong họ Lycosidae.
Loài này thuộc chi Pirata. Pirata denticulatus được Liu miêu tả năm 1987.